# Золотой цыплёнок (пьеса)
«Золото́й цыплёнок» («Здра́вствуй, па́почка») — пьеса-сказка для детей В. Н. Орлова.
Создана не позже 1980 года.

## Сюжет
Лиса предлагает Волку «честно разбогатеть», отобрав у Бабы с Дедом золотое яичко, которое снесла курочка Ряба: «Мы из этого золотого яичка высидим золотого цыплёнка <…> Цыплёнок вырастет и превратится в золотую курочку Рябу! <…> Золотая курочка Ряба каждый день будет нести нам золотое яичко. Мы честно разбогатеем, честно отберем у деда с бабой дом и будем честно жить, поживать и добро наживать!» Волк соглашается с предложением Лисы, но красть и высиживать золотое яичко ему приходится одному. Из яйца вылупляется Цыплёнок, к которому Волк привязывается и для которого становится заботливым отцом. Когда оказывается, что Цыплёнок — петушок, а не курочка, и золотых яиц не будет, Лиса меняет планы — собирается откормить и съесть Цыплёнка. Волк спасает его и намеревается вернуть Цыплёнка домой и остаться работать у Бабы и Деда собакой.

## Критика
«Хорошо известно, что эти пьесы не имеют никакой художественной ценности и ставятся они чаще всего потому, что рассчитаны на 3—4-х актёров, чем и удобны. Можно только удивляться, что, добившись приемлемых условий для своей работы, <…> театры не спешат распрощаться со стереотипами формирования репертуара прошлых лет» — «Детская литература», 1990.

## Адаптации
В 1981 году по пьесе был снят мультфильм, в 1993 году — фильм.
В 2015 году пьеса «Золотой цыплёнок» был издана в прозаическом пересказе Юрия Владимировича Орлова украинским издательством «Время мастеров» (укр. Час майстрів) на русском и украинском языках. Перевёл сказку на украинский язык детский писатель Иван Андрусяк.
На тот сюжет существует мультфильм «Два жулика».